# Antsalova (stad)
Antsalova is een stad in Madagaskar, gelegen in de regio Melaky.

## Geschiedenis
Tot 1 oktober 2009 lag Antsalova in de provincie Mahajanga. Deze werd echter opgeheven en vervangen door de regio Melaky. Tijdens deze wijziging werden alle autonome provincies opgeheven en vervangen door de in totaal 22 regio's van Madagaskar.

## Infrastructuur
Naast het basisonderwijs biedt de stad zowel middelbaar als hoger onderwijs aan. Antsalova beschikt tevens over een eigen ziekenhuis. De stad beschikt over haar eigen luchthaven, Antsalova Airport.

## Economie
Landbouw en veeteelt bieden werkgelegenheid aan respectievelijk 20% en 76% van de beroepsbevolking. Het belangrijkste gewas in Antsalova is rijst, terwijl andere belangrijke producten maïs en cassave betreffen. Daarnaast werkt 3% van de bevolking in de visserij. In de dienstensector werkt 1% van de bevolking.